# Catoptria mediofasciellus
Catoptria mediofasciellus là một loài bướm đêm trong họ Crambidae.